# Honoratówka
Honoratówka (ukr.  Гоноратівка) – wieś na Ukrainie, w obwodzie iwanofrankiwskim, w rejonie rohatyńskim.
W II Rzeczypospolitej w powiecie rohatyńskim województwa stanisławowskiego. W 1944 nacjonaliści ukraińscy z OUN-UPA zamordowali tutaj 7 Polaków.
W czasie okupacji niemieckiej mieszkający tutaj Polacy - Antoni Malinowski oraz Kazimierz i Maria Bodaszewscy - udzielali pomocy Żydom, za co po wojnie Instytut Jad Waszem uhonorował ich tytułami Sprawiedliwych wśród Narodów Świata.